# Piedras Albas (kommunhuvudort)
Piedras Albas är en kommunhuvudort i Spanien.   Den ligger i provinsen Provincia de Cáceres och regionen Extremadura, i den västra delen av landet, 280 km väster om huvudstaden Madrid. Piedras Albas ligger 352 meter över havet och antalet invånare är 156.
Terrängen runt Piedras Albas är huvudsakligen platt, men söderut är den kuperad. Piedras Albas ligger uppe på en höjd. Runt Piedras Albas är det mycket glesbefolkat, med 2 invånare per kvadratkilometer. Närmaste större samhälle är Alcántara, 8,1 km söder om Piedras Albas. Omgivningarna runt Piedras Albas är huvudsakligen savann.